# بل ۵۲۵ رلنتلس
بل ۵۲۵ رلنتلس (به انگلیسی: Bell 525 Relentless) یک بالگرد ساختِ کارخانهٔ بل هلیکوپتر در کشور ایالات متحده آمریکا و کانادا است. این بالگرد برای نخستین بار در ۱ ژوئیه ۲۰۱۵ میلادی مورد استفاده قرار گرفت.